# You, Me and Dupree
You, Me and Dupree er en amerikansk komediefilm fra 2006 instrueret af brødrene Anthony Russo og Joe Russo. Filmen har Kate Hudson, Matt Dillon og Michael Douglas i på rollelisten samt Owen Wilson, som den altoverskyggende Dupree.

## Medvirkende
- Owen Wilson som Randolph "Randy" Dupree
- Matt Dillon som Carl Peterson
- Kate Hudson som Molly Thompson Peterson
- Michael Douglas som Bob Thompson
- Seth Rogen som Neil
- Amanda Detmer som Annie
- Ralph Ting som Toshi
- Todd Stashwick som Tony
- Bill Hader som Mark
- Lance Armstrong som sig selv

## Ekstern henvisning
- You, Me and Dupree på Internet Movie Database (engelsk)
- You, Me and Dupree på Filmdatabasen
- You, Me and Dupree på Scope
- You, Me and Dupree i Svensk Filmdatabas (svensk)
- You, Me and Dupree på AlloCiné (fransk)
- You, Me and Dupree på MovieMeter (nederlandsk)
- You, Me and Dupree på AllMovie (engelsk)
- You, Me and Dupree hos American Film Institute (engelsk)
- You, Me and Dupree på Turner Classic Movies (engelsk)
- You, Me and Dupree på The Movie Database (engelsk)